# GVAV in het seizoen 1961/62
Het seizoen 1961/1962 was het achtste jaar in het bestaan van de Groningse betaaldvoetbalclub GVAV. De club kwam uit in de Nederlandse Eredivisie en eindigde daarin op de 13e plaats. Tevens deed de club mee aan het toernooi om de KNVB beker, hierin werd de club in de vierde ronde uitgeschakeld door Wageningen (0–3).

## Wedstrijdstatistieken

### Eredivisie
|       | ADO   | Ajax  | Blauw-Wit | DOS   | DWS/A | Sportclub Enschede | Feijenoord | Fortuna '54 | MVV   | NAC   | PSV   | Rapid JC | Sparta | Volendam | De Volewijckers | VVV   | Willem II |
| ----- | ----- | ----- | --------- | ----- | ----- | ------------------ | ---------- | ----------- | ----- | ----- | ----- | -------- | ------ | -------- | --------------- | ----- | --------- |
| Thuis | 3 – 1 | 1 – 0 | 2 – 2     | 3 – 0 | 3 – 2 | 1 – 1              | 1 – 1      | 0 – 0       | 2 – 2 | 2 – 2 | 3 – 2 | 2 – 0    | 0 – 3  | 1 – 3    | 2 – 2           | 1 – 1 | 2 – 2     |
| Uit   | 2 – 2 | 4 – 2 | 2 – 1     | 2 – 1 | 2 – 0 | 0 – 1              | 7 – 4      | 0 – 3       | 0 – 0 | 0 – 0 | 4 – 0 | 1 – 0    | 3 – 1  | 5 – 2    | 1 – 1           | 2 – 0 | 1 – 1     |

### KNVB beker
| 2e ronde                                          | GVAV                                                   | 4 – 1 (1 – 1)                                   | Be Quick        |
| 3 mei 1962 Plaats: Groningen Oosterpark           | Henk Klunder 5', 88' Henk Meuken 60' Klaas Nuninga 75' |                                                 | Dirk Roelfsema  |
| 3e ronde                                          | GVAV                                                   | 2 – 2 (2 – 2, 1 – 2) GVAV wint na strafschoppen | Zwartemeer      |
| 23 mei 1962 Plaats: Groningen Oosterpark          | Klaas Nuninga 20', –'                                  |                                                 | –', –' Jan Smit |
| 4e ronde                                          | Wageningen                                             | 3 – 0 (3 – 0)                                   | GVAV            |
| 3 juni 1962 Plaats: Wageningen De Wageningse Berg | Henk Vreekamp 20' Bart van Ingen –', –'                |                                                 |                 |

## Statistieken GVAV 1961/1962

### Eindstand GVAV in de Nederlandse Eredivisie 1961 / 1962
| Stand | Gespeeld | Gewonnen | Gelijk | Verloren | Punten | Doelpunten voor | Doelpunten tegen |
| ----- | -------- | -------- | ------ | -------- | ------ | --------------- | ---------------- |
| 13e   | 34       | 8        | 14     | 12       | 30     | 48              | 61               |

### Topscorers
| #                 | Naam             | Goal |
| ----------------- | ---------------- | ---- |
| 1.                | Rikkert La Crois | 16   |
| 2.                | Klaas Nuninga    | 9    |
| 3.                | Piet Fransen     | 7    |
| 4.                | Henk Meuken      | 5    |
| 5.                | Jan Groninger    | 4    |
| 5.                | Bé Kuiper        | 4    |
| 7.                | Gerrit Tardy     | 1    |
| 7.                | Piet Westra      | 1    |
| Onbekend doelpunt |                  |      |
| –                 | Onbekend         | 1    |
| Totaal            | Totaal           | 48   |

| #      | Naam          | Goal |
| ------ | ------------- | ---- |
| 1.     | Klaas Nuninga | 3    |
| 2.     | Henk Klunder  | 2    |
| 3.     | Henk Meuken   | 1    |
| Totaal | Totaal        | 6    |